# 上海轨道交通局域线
上海轨道交通局域线为中华人民共和国上海市轨道交通网络组成部分。

## 概况
根据已被国务院批复的上海市城市总体规划，上海市目标构建多模式公共交通系统，该系统包括了含有三个层次的上海轨道交通网络。上海局域线为该网络三个层次之一，定位为地铁的补充，一种接驳交通，服务中运量客运走廊，包括了以松江有轨电车在内的现代有轨电车，胶轮系统等组成，城市轨道交通专家表示称还包括无轨电车。

## 各区分布

### 松江
- 松江有轨电车  █ 1号线、 █ 2号线

### 宝山
- 空铁宝山示范线

### 浦东
- 临港中运量T1线、T2线、T3线

### 青浦
- 华为上海青浦轨道